# Thomas Stalker
Thomas Stalker (ur. 30 czerwca 1984 w Liverpoolu) – brytyjski bokser, brązowy medalista mistrzostw świata, wicemistrz Europy.
Jest Anglikiem i obecnie występuje na ringu w wadze lekkopółśredniej. W 2011 roku podczas mistrzostw świata amatorów w Baku zdobył brązowy medal w kategorii do 64 kg. Srebrny medalista mistrzostw Europy w 2011 roku w Ankarze i rok wcześniej w 2010 w Moskwie.
Jest złotym medalistą mistrzostw Unii Europejskiej w 2008 i srebrnym w 2009 roku w wadze lekkiej.
Mistrz Igrzysk Wspólnoty Narodów 2010 w wadze lekkiej.